# Colina, São Paulo
Colina là một đô thị ở bang São Paulo, Brasil. Đô thị này nằm ở vĩ độ 20º42'48" độ vĩ nam và kinh độ 48º32'27" độ vĩ tây, trên khu vực có độ cao 595 m. Dân số năm 2004 ước tính là 17.051 người. 
Đô thị này được thành lập ngày 21 tháng 4 năm 1926.

## Địa lý
Đô thị này có diện tích 423,9 km².

## Thông tin nhân khẩu
Dữ liệu dân số theo điều tra dân số năm 2000
Tổng dân số: 16.664
- Dân số thành thị: 14.885
- Dân số nông thôn: 1.779
  - Nam giới: 8.355
  - Nữ giới: 8.309

Mật độ dân số (người/km²): 39,31
Tỷ lệ tử vong trẻ sơ sinh dưới 1 tuổi (trên một triệu người): 7,20
Tuổi thọ bình quân (tuổi): 76,71
Tỷ lệ sinh (số trẻ trên mỗi bà mẹ): 2,42
Tỷ lệ biết đọc biết viết: 90,24%
Chỉ số phát triển con người (HDI-M): 0,813
- Chỉ số phát triển con người - Thu nhập: 0,708
- Chỉ số phát triển con người - Tuổi thọ: 0,862
- Chỉ số phát triển con người - Giáo dục: 0,868

(Nguồn: IPEADATA)

### Sông ngòi
- Ribeirão Turvo
- Ribeirão das Palmeiras

### Các xa lộ
- SP-326
- SP-373

## Hành chính
- Prefeito: Dieb Taha (2005/2008)
- Vice-prefeito: Valdemir Antônio Moralles
- Presidente da câmara: (2007/2008)